# Empis cylindeacea
Empis cylindeacea är en tvåvingeart som beskrevs av Frey 1953. Empis cylindeacea ingår i släktet Empis och familjen dansflugor. Inga underarter finns listade i Catalogue of Life.